# Station Marsac (Dordogne)
Station Marsac (Dordogne) is een spoorweghalte in de Franse gemeente Marsac-sur-l'Isle, in het departement Dordogne, op de lijn Coutras – Tulle, kilometerpunt 71.081. De halte ligt op 81 m hoogte.
Zij wordt bediend door treinen van het netwerk TER Nouvelle-Aquitaine op het traject Mussidan – Niversac, “Navette ferrovière de Périgueux” genoemd.